# Un jour aux courses
Pour les articles homonymes, voir A Day at the Races.
Pour plus de détails, voir Fiche technique et Distribution.
Un jour aux courses (titre original : A Day at the Races) est un film américain réalisé par Sam Wood, avec Harpo, Chico et Groucho Marx, sorti en 1937.

## Synopsis
Hugo Z. Hackenbush est engagé dans une maison de repos (sanatorium) alors qu'en réalité il n'est pas médecin mais...vétérinaire. Par chance, l'établissement est situé à côté de l'hippodrome et Hackenbush y rencontrera vite l'arnaqueur Tony et le jockey déjanté Stuffy.
Le tout sur fond d'histoire d'amour entre la propriétaire du sanatorium et d'un parieur sans le sou.

## Fiche technique
- Titre français : Un jour aux courses
- Titre original : A Day at the Races
- Réalisateur : Sam Wood
- Scénario : Robert Pirosh, George Seaton et George Oppenheimer
- Musique : Franz Waxman (non crédité)
- Photographie : Joseph Ruttenberg et Leonard Smith (non crédité)
- Direction artistique : Cedric Gibbons, Stan Rogers et Edwin B. Willis
- Costumes : Dolly Tree
- Montage : Frank E. Hull
- Production : Max Siegel, Irving Thalberg (non crédité), Lawrence Weingarten (non crédité) et Sam Wood (non crédité)
- Société de production et de distribution : MGM
- Pays de production :  États-Unis
- Langue : anglais américain
- Format : Noir et blanc — 35 mm — 1,37:1 — Son : Mono (Western Electric Sound System)
- Genre : Comédie burlesque
- Durée : 111 minutes
- Dates de sortie : 
  - États-Unis : 11 juin 1937
  - France : 1er décembre 1937

## Distribution
- Groucho Marx : Dr. Hugo Z. Hackenbush
- Chico Marx : Tony
- Harpo Marx : Stuffy
- Allan Jones : Gil Stewart
- Maureen O'Sullivan : Judy Standish
- Margaret Dumont : Emily Upjohn
- Leonard Ceeley : Whitmore
- Douglass Dumbrille : J.D. Morgan
- Sig Ruman : Dr. Leopold X. Steinberg
- Robert Middlemass : Le shérif
- Esther Muir : Flo Marlowe
- Vivien Fay : La danseuse
- Ivie Anderson : La chanteuse au Roadhouse Barn

Acteurs non crédités
- Dudley Dickerson : Un conducteur de fauteuil roulant
- Edward Earle : Un juge de course
- Pat Flaherty : Le détective avec le shérif
- Si Jenks : Un messager
- Mary MacLaren : Une infirmière
- Charles Trowbridge : Dr Wilmerding

|  |
|  |

|  |
|  |

|  |
|  |

|  |
|  |

|  |
|  |

|  |
|  |

|  |
|  |

|  |
|  |

## Autour du film

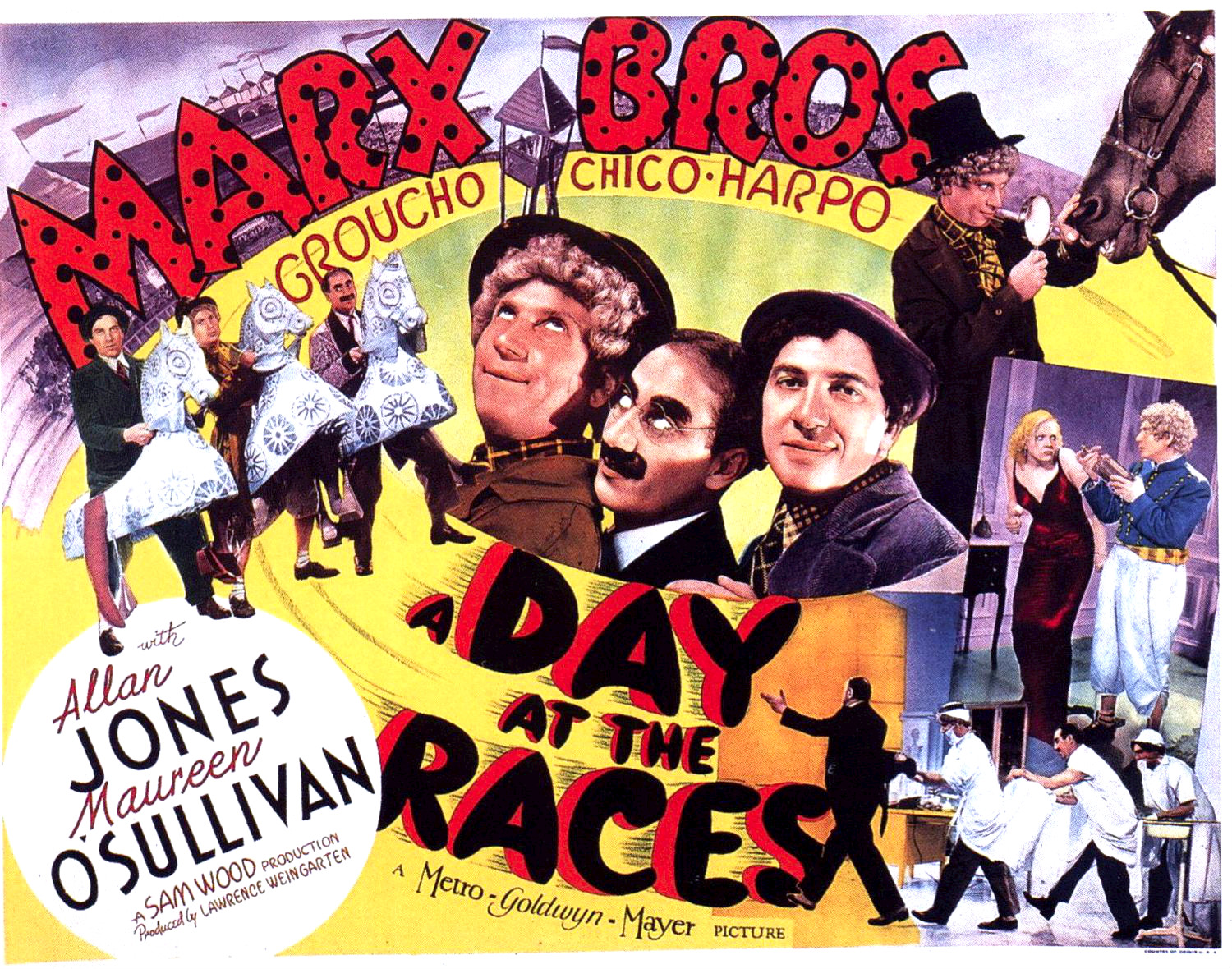
Autre affiche du film, en 1937.

- Ce film est considéré par les puristes comme le dernier film de l'âge d'or des Marx Brothers. Les films qui suivront comporteront tous sans exception des moments de bravoure, scènes burlesques ou répliques tranchantes mais la folie des frères ne sera plus aussi débridée.
- Par ailleurs, les producteurs préféreront saupoudrer leurs films de scènes musicales ou sentimentales pour attirer un plus large public à l'époque.

## Récompenses et distinctions
- Nomination pour l'Oscar 1938 de la meilleure direction artistique pour Dave Gould.
- Ce film fait partie de la Liste du BFI des 50 films à voir avant d'avoir 14 ans établie en 2005 par le British Film Institute.

## Influence et hommage
L'album du groupe Queen, intitulé A Day at the Races, sorti en 1976, est un titre emprunté à ce film des Marx Brothers, afin de leur rendre hommage,.